# Journée du mouvement pour la Langue

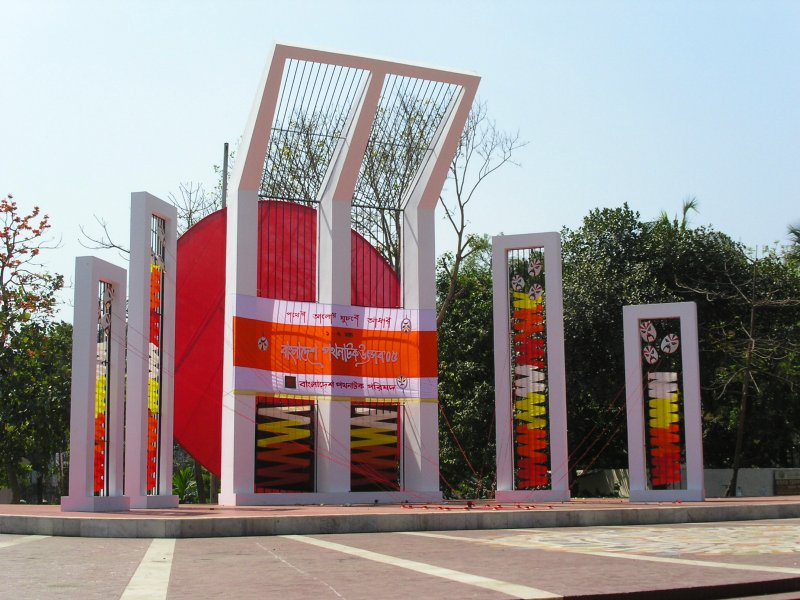
Shaheed Minar, le Monument des Martyrs, près du Dhaka Medical College, élevé à la mémoire de la lutte pour la langue bengalie.

La journée du mouvement pour la Langue est un jour férié au Bangladesh commémorant le Mouvement pour la Langue, des manifestations, sévèrement réprimées, pour la reconnaissance du bengalî.

## Historique
Le Mouvement pour la Langue (bengali : Bhasha Andolon) était un  mouvement culturel et politique en 1952 dans l'ancien Pakistan oriental, devenu depuis le Bangladesh).
Après la formation du Pakistan en 1947, les dirigeants du Pakistan occidental majoritaires au gouvernement, décidèrent de faire de l'ourdou (langue du Pakistan occidental) la langue nationale du Pakistan tout entier. La population bengalophone, numériquement majoritaire dans l'ensemble du Pakistan, s'éleva contre cette décision et demanda un statut d'égalité pour sa langue, le bengalî.
L'affaire prit mauvaise tournure en février 1952, quand le gouverneur du Pakistan oriental, Khawaja Nazimuddin, rappela la position du gouvernement à propos de la langue nationale.
La police proclama la « Section 144 » qui interdisait toute réunion. Malgré cela, les étudiants de l'université de Dacca avec d'autres militants politiques formèrent un cortège le 21 février 1952. Près de l'actuel centre hospitalier universitaire de Dacca, la police ouvrit le feu sur les manifestants et il y eut de nombreuses victimes.
Le mouvement s'étendit dans tout le Pakistan oriental. Finalement le gouvernement central céda, et l'égalité linguistique fut proclamée.
Ce mouvement est le précurseur du mouvement qui aboutit à l'indépendance du Bangladesh en 1971,.
Depuis 1987 et la loi Bangla Bhasha Procholon Ain, tous les dossiers et correspondances, lois, procédures judiciaires et autres actions en justice doivent être rédigés en bengali dans tous les tribunaux, bureaux gouvernementaux ou semi-gouvernementaux et institutions autonomes du Bangladesh,,.
En mémoire du mouvement, une sculpture fut érigée sur la place du massacre, le Shaheed Minar. La journée du mouvement pour la langue est un jour férié au Bangladesh.
Puis, en novembre 1999, le 21 février a été déclaré  « Journée internationale de la langue maternelle » par les Nations unies.